# Oxyopes lagarus
Oxyopes lagarus är en spindelart som beskrevs av Tamerlan Thorell 1895. Oxyopes lagarus ingår i släktet Oxyopes och familjen lospindlar.
Artens utbredningsområde är Myanmar. Inga underarter finns listade i Catalogue of Life.